# Tryhoop Okayama
Il Tryhoop Okayama (トライフープ岡山) è una società cestistica avente sede a Okayama, in Giappone. Fondata nel 2018, gioca in B.League.

## Storia
Il Tryhoop Okayama è una squadra di pallacanestro giapponese fondata a Okayama nel 2018. Attualmente gioca in B3 League, la terza serie del campionato giapponese di pallacanestro.